# ابراما
ابراما (به انگلیسی: Abrama) در هند است که در گجرات واقع شده‌است.

## خصوصیات
ابراما ۲۱٬۰۳۵ نفر جمعیت دارد.